# Kedungrejo (Waru)
Kedungrejo is een bestuurslaag in het regentschap Sidoarjo van de provincie Oost-Java, Indonesië. Kedungrejo telt 13.459 inwoners (volkstelling 2010).